# Richie Sandoval
Pour les articles homonymes, voir Sandoval.
Richard Sandoval, dit Richie Sandoval, est un boxeur américain né le 18 octobre 1960 à Pomona (Californie) et mort le 22 juillet 2024.

## Carrière
Médaillé de bronze aux championnats du monde de boxe amateur à Belgrade en 1978 dans la catégorie des poids mi-mouches, Richie Sandoval passe dans les rangs professionnels en 1980 et devient champion du monde des poids coqs WBA le 7 avril 1984 en battant au 15e round Jeff Chandler. Sandoval défend sa ceinture contre Edgar Roman et Cardenio Ulloa avant de s'incliner au 7e round face à Gaby Canizales le 10 mars 1986. Il met un terme à sa carrière après ce combat qui restera sa seule défaite en 30 combats professionnels.